# Hrabstwo Cass (Illinois)

Piramida wieku hrabstwa

Cass – hrabstwo położone w Illinois, w Stanach Zjednoczonych.

## Miasta
- Beardstown
- Virginia

## Wioski
- Arenzville
- Ashland
- Chandlerville